# Санфрече Хирошима
Санфрече Хирошима (на японски: サンフレッチェ広島F.C; по-известен с изписването си на английски: Sanfrecce Hiroshima F.C) е японски футболен клуб от град Хирошима.
Буквално името на отбора означава „три стрели“, което идва от завета на даймьо (едър земевладелец) Мори Мотонари, заставяш тримата си синове да останат един. В непрофесионалния период на клуба негов спонсор е Мазда, а най-големият успех е дубълът от 1965 г., когато е спечелена титлата и Купата на императора. Трима играчи от това поколение – Мацумото, Оги и Ясуоки Кувахара, печелят бронзови медали с националния отбор на Япония от Олимпийските игри Мексико'68.

## Успехи
ТОКИО КОГИО СК и МАЗДА СК
- Японска Футболна Лига: (5) 1965, 1966, 1967, 1968, 1970
- Купа на императора: (3) 1965, 1967, 1969
- Клубно първенство на Азия: трето място през 1969

САНФРЕЧЕ ХИРОШИМА
- Джей Лига Дивизия 1:
  - Шампион в 1-вата фаза (1): 1994
- Джей Лига Дивизия 2:
  - Шампион (1): 2008
- Супер купа:
  - Шампион (1): 2008

## Прочути футболисти
- Сезар Сампайо (Бразилия) 2003/04
- Бето (Бразилия) 2004/06
- Торе Педерсен (Норвегия) 1994/95

## Български футболисти
- Илиан Стоянов: 2007/10 - (85 мача - 6 гола)

## Прочути треньори
- Валерий Непомняшчий (Русия) – 2001 г.
- Вим Янсен (Холандия) – 1995/96 г.